# Coppa Stanley Rous
La Coppa Stanley Rous (ingl. Rous Cup) fu una competizione calcistica, oggi soppressa, che si tenne per cinque edizioni nella seconda metà degli anni ottanta. Tale competizione prevedeva come partecipanti fisse le nazionali di Inghilterra e Scozia che, di fatto, si disputarono le prime due edizioni. Dalla terza edizione fu invitata una terza nazionale, proveniente dal Sud America.

## Storia
La Coppa Rous nacque dalle ceneri del defunto torneo Interbritannico, disputatosi per più di un secolo tra le quattro Home Nation (Inghilterra, Galles, Irlanda del Nord e Scozia), del Regno Unito e ufficialmente soppresso con l'edizione 1983/84. Inizialmente tale competizione, così chiamata in onore di Sir Stanley Rous, ex segretario della Football Association e presidente della FIFA, fu concepita come occasione per disputare il match annuale Inghilterra - Scozia, venuto a mancare dopo la soppressione dell'Interbritannico, e associarvi un premio.
Fu deciso che il match si sarebbe disputato in partita unica, invertendo i campi a ogni edizione, normalmente alla fine dei rispettivi campionati nazionali. Dopo due edizioni così giocate, si decise di invitare una terza nazionale, proveniente dal Sud America, per elevare il livello dello spettacolo e per dar modo a entrambe le nazionali di misurarsi con avversarie meno deboli di quelle dell'Interbritannico (una delle ragioni per le quali, peraltro, il vecchio torneo era stato soppresso). Il metodo di gara adottato fu quello del girone all'italiana, con Inghilterra e Scozia che si affrontarono sempre a campi alterni, e con la nazionale ospite che affrontò i suoi due incontri rispettivamente a Londra e a Glasgow. Nel 1989 anche la Coppa Stanley Rous fu soppressa, dopo sole cinque edizioni, terminando anche la tradizione del match annuale Inghilterra - Scozia, che si ripropose solo in occasioni ufficiali quali la prima fase del campionato d'Europa 1996 oppure i gironi di qualificazione al campionato d'Europa 2000.

## Albo d'oro
| Vittorie | Nazione     | Anno/i           |
| -------- | ----------- | ---------------- |
| 3        | Inghilterra | 1986, 1988, 1989 |
| 1        | Scozia      | 1985             |
| 1        | Brasile     | 1987             |

## Edizioni
| Anno          |             | Classifica finale | Classifica finale     | Classifica finale | Classifica finale | Classifica finale |
| Anno          | Campione    | 2º posto          | 3º posto              |                   |                   |                   |
| 1985 Dettagli | Scozia      | Inghilterra       | Solo due partecipanti |                   |                   |                   |
| 1986 Dettagli | Inghilterra | Scozia            | Solo due partecipanti |                   |                   |                   |
| 1987 Dettagli | Brasile     | Inghilterra       | Scozia                |                   |                   |                   |
| 1988 Dettagli | Inghilterra | Colombia          | Scozia                |                   |                   |                   |
| 1989 Dettagli | Inghilterra | Scozia            | Cile                  |                   |                   |                   |

## Piazzamenti
| Squadra     | 1º | 2º | 3º |
| Inghilterra | 3  | 2  | 0  |
| Scozia      | 1  | 2  | 2  |
| Brasile     | 1  | 0  | 0  |
| Colombia    | 0  | 1  | 0  |
| Cile        | 0  | 0  | 1  |

## Partecipazioni e prestazioni nelle fasi finali
| Nazionale            | 1985 | 1986 | 1987 | 1988 | 1989 | Partecip. | Vittorie |
| -------------------- | ---- | ---- | ---- | ---- | ---- | --------- | -------- |
| Inghilterra          | 2°   | 1°   | 2°   | 1°   | 1°   | 5         | 3        |
| Scozia               | 1°   | 2°   | 3°   | 3°   | 2°   | 5         | 1        |
| Brasile              | -    | -    | 1°   | -    | -    | 1         | 1        |
| Colombia             | -    | -    | -    | 2°   | -    | 1         | -        |
| Cile                 | -    | -    | -    | -    | 3°   | 1         | -        |
| Squadre partecipanti | 2    | 2    | 3    | 3    | 3    | Edizioni  | 5        |

Legenda: 1° = Primo classificato, 2° = Secondo classificato, 3° = Terzo classificato

## Esordienti
| Anno | Nazionali esordienti       |
| 1985 | Inghilterra, Scozia        |
| 1986 | Nessuna squadra esordiente |
| 1987 | Brasile                    |
| 1988 | Colombia                   |
| 1989 | Cile                       |